# Episodi di Orphan Black (seconda stagione)
La seconda stagione della serie televisiva Orphan Black è stata trasmessa in prima visione dalla rete televisiva canadese Space e dal network statunitense BBC America dal 19 aprile al 21 giugno 2014.
In Italia è stata pubblicata sulla piattaforma online Mediaset Infinity dal 17 ottobre 2014, per poi venire trasmessa in prima visione sul canale pay Premium Action dal 15 novembre 2014 al 17 gennaio 2015; in chiaro è andata in onda su Italia 2 dal 18 maggio 2016
Tutti i titoli degli episodi sono citazioni da opere di Francis Bacon.
| nº | Titolo originale                                 | Titolo italiano                                       | Prima TV originale | Prima TV Italia  |
| -- | ------------------------------------------------ | ----------------------------------------------------- | ------------------ | ---------------- |
| 1  | Nature Under Constraint and Vexed                | Natura sotto costrizione ed oppressione               | 19 aprile 2014     | 15 novembre 2014 |
| 2  | Governed by Sound Reason and True Religion       | Governato da solida ragione e vera religione          | 26 aprile 2014     | 22 novembre 2014 |
| 3  | Mingling Its Own Nature with It                  | Fondendo la propria natura con esso                   | 3 maggio 2014      | 29 novembre 2014 |
| 4  | Governed as It Were by Chance                    | Governato com'era dal caso                            | 10 maggio 2014     | 6 dicembre 2014  |
| 5  | Ipsa scientia potestas est                       | La conoscenza stessa è potere                         | 17 maggio 2014     | 13 dicembre 2014 |
| 6  | To Hound Nature in Her Wanderings                | Inseguire la natura nelle sue peregrinazioni          | 24 maggio 2014     | 20 dicembre 2014 |
| 7  | Knowledge of Causes, and Secret Motion of Things | Conoscenza delle cause e movimento segreto delle cose | 31 maggio 2014     | 27 dicembre 2014 |
| 8  | Variable and Full of Perturbation                | Variabile e pieno di perturbazione                    | 7 giugno 2014      | 3 gennaio 2015   |
| 9  | Things Which Have Never Yet Been Done            | Cose mai fatte prima                                  | 14 giugno 2014     | 10 gennaio 2015  |
| 10 | By Means Which Have Never Yet Been Tried         | Con mezzi mai provati prima                           | 21 giugno 2014     | 17 gennaio 2015  |

## Natura sotto costrizione ed oppressione
- Titolo originale: Nature Under Constraint and Vexed
- Diretto da: John Fawcett
- Scritto da: Graeme Manson

### Trama
Sarah fugge in un diner vicino e cerca di contattare le sorelle, ma l'unico raggiungibile è Paul, che però ora sembra lavorare per Rachel. Nel diner viene presto fermata da due uomini armati, uno dei quali è Mark Rollins (Ari Millen), che cercano di rapirla. I due uomini uccidono il proprietario del diner (che riesce a sparare a uno dei due uomini), ma Sarah riesce a scappare. Trovato Felix, chiede ad Alison di fornirle una pistola non registrata così che possa costringere Rachel a portarla da Kira e dalla Signora S., credendo che l'istituto Dyad le abbia rapite. Proprio durante un evento organizzato dal Dyad, Sarah si finge Cosima, che era stata invitata, per poter rubare il passe-partout del dottor Leekie e si confronta con Rachel, che le rivela di non avere Kira. Alison, che cerca di interrompere la sua dipendenza dalle medicine, viene scelta come protagonista nel musical del suo quartiere, rimpiazzando la defunta Aynsley. Cosima decide di fidarsi di Delphine e, avendole confidato di essere malata, le permette di farle dei prelievi, facendosi promettere che non finiranno nelle mani del Dyad. Leekie chiede a Cosima di lavorare per il Dyad e Delphine, in segreto, gli consegna i campioni del suo sangue. Nel frattempo, non sapendo a chi chiedere aiuto, Sarah va a casa di Art con l'intenzione di rivelargli tutta la verità. Art, che sta investigando sulla sparatoria del diner, scopre che i responsabili sono proletani; probabilmente sono loro ad aver rapito Kira. Helena, gravemente ferita, incespica verso un ospedale.

## Governato da solida ragione e vera religione
- Titolo originale: Governed by Sound Reason and True Religion
- Diretto da: John Fawcett
- Scritto da: Karen Walton e Graeme Manson

### Trama
Kira chiama Sarah e Art rintraccia la chiamata in un motel. Sarah viene rapita, mentre Art si scontra con Daniel, venendo poi sospeso. Sarah viene portata dalla Signora S., che le rivela di essere fuggita con Kira simulando un rapimento. Insieme si recano in una casa di campagna di proprietà di due compatrioti. Più tardi quelle sera, Kira ammette di non fidarsi più della Signora S. e lei e Sarah cercano di fuggire. La Signora S. scopre che i suoi compatrioti hanno intenzione di consegnare Kira ai Proletani, decide quindi di ucciderli e di lasciare fuggire Sarah e Kira. Nel frattempo, durante il funerale di Aynsley, Alison inizia a sospettare che Donnie è sempre stato il suo monitor e, insieme a Felix, decide di tendergli una trappola che conferma i suoi sospetti. Alison torna a bere sentendosi in colpa per la morte di Aynsley. Cosima e Delphine organizzano un nuovo laboratorio all'istituto Dyad per monitorare la salute della prima. Il partner di Art, Angela Deangelis, viene a sapere dell'esistenza di Helena, ma quando va a farle visita in ospedale, Mark riesce a rapirla per primo e la porta in un ranch di proprietà di Henrik Johanssen (Peter Outerbridge), il leader dei Proletani che vuole usare Helena per dar vita a un bambino. Successivamente Henrik uccide Tomas, che si opponeva al piano dell'uomo.

## Fondendo la propria natura con esso
- Titolo originale: Mingling Its Own Nature with It
- Diretto da: TJ Scott
- Scritto da: Alex Levine

### Trama
Sarah, Felix e Kira sono costretti a fuggire e si nascondono in una casa abbandonata, che si rivela appartenere a Cal Morrison, un vecchio bersaglio delle truffe di Sarah nonché il padre di Kira. L'uomo li scova ma, accettata la strana situazione, permette ai tre di rimanere con lui. Felix, ferito dall'ennesima menzogna di Sarah, decide di tornare in città e aiutare Alison con il suo musical. Angela cerca, fallendo, di diventare amica di Alison per scoprire più informazioni sui sosia. Prima del debutto, Alison, in preda al rimorso per la morte di Aynsley e turbata dal fatto che il suo controllore era davvero Donnie, si ubriaca e cade dal palcoscenico durante la sua performance. Cosima e Delphine indagano sulla morte di Jennifer Fitzsimmons, una dei cloni morta a causa della stessa malattia di Katja e Cosima. L'autopsia del cadavere rivela che la malattia è probabilmente legata all'infertilità dei cloni. Art inizia a sorvegliare il ranch di Henrik, che nel frattempo sposa Helena e la rinchiude in una stanza. Tra i proletani, l'unica a non accettare il ruolo di Helena è la figlia di Henrik, Grace, che sembra molto indispettita dalle scelte della sua famiglia. Rachel manda Daniel a cercare Sarah; Daniel la rintraccia e la rapisce, uccidendo nel mentre un poliziotto locale. Cal, disposto ad aiutare Sarah nonostante sia ignaro di tutto, li insegue e si schianta con il suo furgone contro la loro macchina per fermarli.
- Guest star: Michiel Huisman (Cal Morrison), Zoé De Grand Maison (Grace)

## Governato com'era dal caso
- Titolo originale: Governed as It Were by Chance
- Diretto da: David Frazee
- Scritto da: Russ Cochrane

### Trama
Cal e Sarah nascondono la loro macchina e il presunto cadavere di Daniel. Sarah decide di affidare Kira a Cal e torna alla casa della Signora S. con Felix, dove trovano ritagli di giornale riguardo Susan e Ethan Duncan, i fondatori del Leda, il progetto dei cloni, e genitori adottivi di Rachel. Nel frattempo la Signora S. incontra Carlton Redding, che l'aveva aiutata a fuggire da Londra con Sarah per scoprire nuove informazioni. Helena riesce a fuggire dal ranch dopo che Gracie, la figlia di Henrik, aveva tentato di ucciderla, e si ricorda che Henrik ha preso qualcosa da lei. Alison si risveglia in un centro di recupero. Donnie le dice che non potrà vedere i suoi figli a meno che non rimanga lì per una settimana. Sarah si intrufola nell'appartamento di Rachel dove trova delle videocassette contenenti momenti felici trascorsi da Rachel con i Duncan, ma viene scoperta e catturata da Daniel che si scopre essere vivo e vegeto. Mentre l'uomo la tortura, arriva Helena che lo uccide, salvando Sarah nonostante lei le avesse sparato precedentemente. Nel ranch viene rivelato che Henrik ha rubato gli ovuli di Helena per poi procedere alla fecondazione in vitro.

## La conoscenza stessa è potere
- Titolo originale: Ipsa scientia potestas est
- Diretto da: Helen Shaver
- Scritto da: Tony Elliott

### Trama
Rachel ordina a Paul di rimpiazzare Daniel come suo monitor e amante e di interrompere il trattamento con le cellule staminali per Cosima fino a quando Sarah non accetterà di consegnarle Kira. Rachel sembra molto turbata dal fatto che proprio Sarah sia l'unica a potere avere figli. Nonostante gli ordini di Rachel, Leekie decide di curare ugualmente Cosima, dimostrandosi molto più fedele alla scienza che al Dyad. Successivamente rivela alla ragazza che il genoma originale dei cloni venne distrutto a causa di un incendio nel laboratorio; il genoma avrebbe fornito la cura per la sua malattia. Nel frattempo Paul, seguendo gli ordini di Rachel, si precipita nell'appartamento di Felix e lo costringe a lasciare le sue impronte digitali sulla pistola di Daniel, per incolparlo dell'omicidio del poliziotto. L'uomo dà poi a Sarah un ultimatum per consegnare Kira. Sarah chiede ad Art di sorvegliare Helena per scoprire più informazioni sui Proletani. Helena riesce a fuggire ma lascia ad Art e a Sarah indizi sulla posizione del deposito di Maggie Chen. Una volta là, i due scoprono che Ethan Duncan è ancora vivo e che Helena ha intenzione di uccidere Rachel. Sarah rintraccia Helena e la convince a non uccidere Rachel e, con la promessa di Leekie di scagionare Felix, le due partono alla ricerca di Ethan.

## Inseguire la natura nelle sue peregrinazioni
- Titolo originale: To Hound Nature in Her Wanderings
- Diretto da: Brett Sullivan
- Scritto da: Chris Roberts

### Trama
Sarah ed Helena trascorrono del tempo insieme e arrivano in una chiesa dove Ethan era stato avvistato. Sarah visita gli archivi per scoprire informazioni su Ethan e, grazie alle ricerche di Art e Felix sui documenti trovati nel deposito di Maggie, scopre che ha cambiato il suo nome in Andrew Peckham. Helena entra in un bar vicino e fa amicizia con Jesse, un ragazzo del luogo di cui si innamora, ma viene poi arrestata per una rissa con degli ubriaconi. Mark e Gracie invitano poi Helena a tornare nel ranch di Henrik così da poterla inseminare con i suoi ovuli fecondati. Helena accetta nonostante questo comporti la separazione da Sarah, che intanto continua a cercare Duncan. Scott Smith, un compagno di corso di Cosima, raggiunge la ragazza e Delphine all'istituto Dyad, dove viene assunto avendo capito che le due studiano la clonazione. Scopre inoltre che le cellule staminali per la cura di Cosima appartengono a Kira, così Delphine gli ordina di tacere la questione con la fidanzata. Nella comunità di recupero, Alison fa amicizia con Vic, che si scopre poi essere un informatore assunto da Angela per trovare fango su Alison. Sarah si reca a casa di "Andrew" e viene accolta dalla Signora S. che, insieme ai suoi vecchi contatti, aveva protetto lo scienziato tempo addietro. Sarah incontra Ethan, che le rivela di aver dato vita al progetto sui cloni prima che questo venisse rubato da Leekie e dai neoluzionisti nel 1977. L'uomo ha anche paura di Leekie, che è il responsabile della morte di sua moglie Susan.
Mentre Sarah e Duncan parlano, la signora S. incontra Paul, che ha sempre pedinato Sarah, e gli fa intendere che sarebbe meglio se abbandonasse Rachel, ricattandolo con il suo passato nell'esercito.

## Conoscenza delle cause e movimento segreto delle cose
- Titolo originale: Knowledge of Causes, and Secret Motion of Things
- Diretto da: Ken Girotti
- Scritto da: Aubrey Nealon

### Trama
Alison rivela a Vic di aver lasciato morire Aynsley, ma poi scopre che l'uomo lavora per Angela. Vic le promette di non dire niente ad Angela se in cambio potrà incontrare Sarah. Sarah, che trascorre del tempo con Kira e Cal come una vera famiglia, decide di incontrarlo alla clinica, ma Felix lo droga e Vic sviene. Mentre Alison e Felix cercano di nascondere il corpo di Vic, Sarah viene scambiata per Alison ed è costretta a partecipare alla "Giornata delle famiglie". Il disguido fa scoprire a Donnie l'esistenza dei cloni e Alison gli rivela tutta la verità, lasciandolo sconvolto. La Signora S. incontra il dottor Leekie e stringe un accordo con lui, facendosi promettere, in cambio di un incontro con Duncan, che lei e Kira verranno lasciate in pace. Paul ed S. organizzano un incontro per Rachel e Ethan nel quale Ethan le rivela quale fu la fine di sua madre. Rachel allora licenzia Leekie, dicendogli che il Dyad gli darà la caccia e che gli conviene partire e nascondersi subito. Cosima viene sottoposta a un intervento per la sua cura, ma si arrabbia molto con Delphine dopo aver scoperto che la procedura è stata resa possibile dal dentino di Kira, prelevato dal Dyad in occasione del suo incidente. Cosima è inoltre costretta a dire la verità a Sarah e a chiederle aiuto. Tuttavia, Kira decide di donare a Cosima un altro dente per farlo analizzare. Donnie affronta Leekie accusandolo di avergli mentito e finisce per ucciderlo accidentalmente con un colpo alla testa.

## Variabile e pieno di perturbazione
- Titolo originale: Variable and Full of Perturbation
- Diretto da: John Fawcett
- Scritto da: Karen Walton

### Trama
Art riceve una telefonata dal vecchio cellulare di Beth; a chiamare è Tony, un clone transgender che aveva promesso al suo amico in fin di vita, Sammy, di consegnare un messaggio a Beth. Tony alloggia nell'appartamento di Felix aspettando l'arrivo di Sarah, che poi gli rivela che Beth è morta e la verità sulle sue origini. Tony le consegna il messaggio di Sammy: "Dì a Beth di avere fede. Paul è come me. Ci sta lavorando. È un fantasma". Alison scopre che Donnie è intenzionato a lasciarla perché si sente responsabile del continuo sconvolgimento dell'equilibrio familiare e questo la spinge a rivelargli di essere la responsabile per la morte di Aynsley. Donnie allora le rivela quindi di aver ucciso Leekie e i due decidono di nascondere il corpo, finalmente uniti come una squadra. Sarah e la Signora S. acconsentono di trasportare Ethan Duncan all'istituto Dyad per farlo lavorare a una terapia sintetica che possa curare la malattia di Cosima. Ethan rivela a Rachel che il piano iniziale prevedeva l'infertilità dei cloni e che per questo Sarah è un "errore". Prima di andarsene, Ethan lascia a Kira il libro L'isola del Dottor Moreau, che nasconde tutti i segreti delle sue ricerche nei margini. Cosima decide di perdonare Delphine, che le rivela di aver agito in buona fede perché è innamorata di lei. Delphine viene chiamata da Rachel che le offre il posto di Leekie, che si dice essere stato stroncato da un infarto improvviso. Mentre Ethan e Cosima iniziano a lavorare insieme, Cosima cade a terra in preda a violente convulsioni.

## Cose mai fatte prima
- Titolo originale: Things Which Have Never Yet Been Done
- Diretto da: TJ Scott
- Scritto da: Alex Levine

### Trama
Delphine accetta di rimpiazzare il dottor Leekie nella guida del progetto sui cloni, e chiede a Sarah di aiutare Cosima con la cura. Avendo scoperto che il midollo osseo di Kira potrebbe salvare la vita a Cosima, Sarah chiede a Kira se è d'accordo a donarne un po' e la bambina accetta. Mentre Alison e Donnie cercano di seppellire il cadavere di Leekie nel loro garage, Vic fa ritorno per ricattarla e scoprire nuove informazioni da passare ad Angela. Sospettando che le indagini di Angela non siano ufficiali, un risoluto Donnie affronta la donna riuscendo a cacciare entrambe le minacce. La sepoltura di Leekie fa ritrovare la passione alla coppia. Helena e Gracie vengono impiantate con gli ovuli della prima fecondati con lo sperma di Henrik. Helena scopre che Henrik è intenzionato a impiantare i suoi ovuli in molte donne e quindi aiuta Gracie e Mark a fuggire, uccidendo poi Henrik e dando fuoco alla fattoria. Rachel, delusa e ferita dal fatto di non poter mai avere figli, inganna Delphine così da farle distrarre Sarah, mentre lei, fingendosi la seconda, rapisce Kira.

## Con mezzi mai provati prima
- Titolo originale: By Means Which Have Never Yet Been Tried
- Diretto da: John Fawcett
- Scritto da: Graeme Manson

### Trama
Sarah si consegna al Dyad sperando di salvare Kira, ma viene imprigionata e viene obbligata a firmare dei documenti che permetteranno di indagare la sua anomalia. Rachel separa deliberatamente Delphine, spedendola in Germania, da Cosima. Delphine, ritenendolo un attacco personale, decide di vendicarsi inviando a Cosima l'agenda di Rachel. Ethan si suicida impedendo a Rachel di ottenere il codice chiave. Kira riesce a rubare un cellulare e chiama Cal, che si reca dalla Signora S. Insieme incontrano Paul, che rivela di essere un soldato, e Marion Bowles, una dirigente dell'istituto Dyad. Stringono insieme un accordo per liberare Sarah e Kira, nonostante questo potrebbe causare una rottura tra Sarah e la signora S. Scott e Cosima pensano a un piano per liberare Sarah, creando un'arma con un estintore e una matita. Rachel sabota la cura di Cosima distruggendo le fiale contenenti il midollo osseo di Kira; Sarah decide quindi di usare l'arma, che lancia la matita nell'occhio di Rachel, ferendola gravemente. Sarah e Kira riescono a fuggire con l'aiuto di Marion, che invita Sarah a incontrarla il giorno successivo. Le sorelle si incontrano tutte insieme, inclusa Helena, a casa di Felix e trascorrono una felice serata normale. La mattina seguente, Helena scappa, ma viene rapita dall'esercito, secondo il piano ideato da Paul e dalla Signora S. Kira dà a Cosima il libro lasciatole da Ethan e contenente la sequenza genetica necessaria per salvarle la vita. Cosima vive una 'near-death experience', nella quale vede Delphine che la motiva a rimanere in vita. Sarah si reca a casa di Marion e incontra Charlotte, un clone della stessa età di Kira e l'unica sopravvissuta del secondo esperimento LEDA. Marion rivela a Sarah che mentre il Dyad gestiva la parte femminile del progetto di clonazione, l'esercito controllava la parte maschile, CASTOR, e che i cloni sono uguali a Mark.
- Guest star: Michelle Forbes (Marion Bowles)